# 5. Flieger-Division (1938–1939)
Die 5. Flieger-Division war ein Großverband der Luftwaffe der Wehrmacht im Zweiten Weltkrieg. Es bestand keine organisatorische Verbindung zur 5. Flieger-Division (1944–1945).

## Geschichte
Die 5. Flieger-Division wurde am 1. August 1938 in Braunschweig aus der Dienststelle des Höheren Fliegerkommandeurs 7 gebildet. Am 11. November 1938 erhielt sie die Bezeichnung 31. Flieger-Division, kehrte aber am 1. Februar 1939 zur alten Bezeichnung wieder zurück. Sie war am 1. September 1939, der Luftflotte 3 im Westdeutschland unterstellt. Am 11. Oktober 1939 wurde sie in das V. Flieger-Korps umgewandelt.

## Personen

### Divisionskommandeur
| Dienstgrad   | Name                    | Datum                                |
| ------------ | ----------------------- | ------------------------------------ |
| Generalmajor | Ludwig Wolff            | 1. August 1938 bis 1. Februar 1939   |
| Generalmajor | Robert Ritter von Greim | 1. Februar 1939 bis 11. Oktober 1939 |

### Erster Generalstabsoffizier
| Dienstgrad | Name            | Datum                                 |
| ---------- | --------------- | ------------------------------------- |
| Major      | Friedrich Kless | 1. November 1938 bis 11. Oktober 1939 |

## Unterstellung
| Unterstellung               | von             | bis              |
| --------------------------- | --------------- | ---------------- |
| Luftwaffengruppenkommando 2 | 1. August 1938  | November 1938    |
| Luftwaffengruppenkommando 3 | November 1938   | 1. Februar 1939  |
| Luftflotte 3                | 2. Februar 1939 | 11. Oktober 1939 |

## Unterstellte Verbände
| Verbände am 1. September 1939 | Flugzeuge | Flugzeuge     | Flugzeugtypen         | Liegeplatz | Lage                |
| Verbände am 1. September 1939 | Ist       | Einsatzbereit | Flugzeugtypen         | Liegeplatz | Lage                |
| Stab/Kampfgeschwader 51       | 9         | 9             | Heinkel He 111H       | Landsberg  | 48.073125 10.910028 |
| I./Kampfgeschwader 51         | 36        | 34            | Heinkel He 111H       | Memmingen  | 47.988822 10.239483 |
| III./Kampfgeschwader 51       | 36        | 33            | Heinkel He 111H       | Memmingen  | 47.988822 10.239483 |
| I./Zerstörergeschwader 52     | 48        | 45            | Messerschmitt Bf 109D | Biblis     | 49.6875 8.5         |
| Insgesamt                     | 129       | 121           |                       |            |                     |

Anmerkungen
1. ↑  Bedeutung der Abkürzungen, siehe Organisation der Geschwader
2. ↑  Iststärke (die tatsächlich in der Einheit vorhandenen Flugzeuge)
3. ↑  Einsatzbereit (abflugbereite Flugzeuge)